# Villa Vicentina
Villa Vicentina là một đô thị ở tỉnh Udine trong vùng Friuli-Venezia Giulia thuộc Ý, có cự ly khoảng 35 km về phía tây bắc của Trieste và khoảng 30 km về phía đông nam của Udine. Tại thời điểm ngày 31 tháng 12 năm 2004, đô thị này có dân số 1.383 người và diện tích là 5,4 km².
Đô thị Villa Vicentina có các frazioni (đơn vị cấp dưới, chủ yếu là các làng) Borgo Pacco, Borgo Sandrigo, Borgo Malborghetto, Capo di Sopra, và Borgo Candelettis.
Villa Vicentina giáp các đô thị: Aquileia, Cervignano del Friuli, Fiumicello, Ruda, Terzo d'Aquileia.